# Cinúria
|  | Aquest article tracta sobre la ciutat de l'argòlida. Vegeu-ne altres significats a «Cinúria d'Arcàdia». |

Cinúria (en grec antic: Κυνουρία, llatí: Cynuria) era un districte de l'antiga Grècia situat a la part oriental del Peloponnès, entre l'Argòlida, Arcàdia i Lacònia, que prenia el nom de l'antiga tribu dels cinuris, una de les tribus més antigues de la península.
Heròdot considera els cinuris autòctons, però al mateix temps els anomena jonis. És possible que fossin assimilables als pelasgs. Eren poble tribal que vivia als vessants de les muntanyes, però sense un territori definit, atès que mai van establir un territori fix. Després de la conquesta del Peloponnès pels doris, els cinuris, sotmesos pels argius, haurien esdevengut periecs. Quan Esparta va incrementar el seu poder, va voler dominar el districte, sobretot per la seva fertilitat; això va ser causa de lluites contra Argos. Cinúria era, doncs, de vegades en mans d'uns i de vegades dels altres. Els espartans la van posseir el segle ix aC, durant el regnat d'Equestrat, el fill d'Agis, però després el van perdre, i Argos el va conservar fins al voltant de l'any 547 aC, en una batalla entre 300 campions de cada bàndol, en què va passar als espartans. Més tard, els argius la van conquerir cap a l'any 500 aC, però la victòria de Cleòmenes sobre Argos, prop de Tirint, abans de la invasió persa, va assegurar als espartans la seva possessió per molt de temps.
El 431 aC els eginetes foragitats d'Egina pels atenesos van poder-se establir en aquest districte, que en aquell temps tenia dues ciutats: Tirea i Antene o Atene, segons diu Tucídides. Els refugiats van poder viure en aquell territori fins al 423 aC, quan els atenencs van atacar el districte quan van trobar als eginetes construint una fortalesa a la costa. Els eginetes es van poder escapar i es van refugiar a la ciutat alta (ἡ ἄνω πόλις), a uns 10 estadis de la costa, però els atenesos els van seguir, van ocupar la ciutat, la van destruir i van fer esclaus als seus habitants.
Filip II de Macedònia va donar el districte a Argos, i el va estendre fins a Glípia i Zàrax. Continuava en mans dels argius en temps de Pausànias, però les disputes frontereres amb Esparta no es van aturar.
A la regió s'han trobat ruïnes d'algunes ciutats, però no s'ha pogut determinar quina correspon a la principal, Tirea.